# Pacific Data Images

Logo Pacific Data Images (PDI)

Pacific Data Images était une société de production d'animation par ordinateur qui a été achetée par DreamWorks SKG. Elle est maintenant connue sous le nom PDI/DreamWorks.

## Histoire

### Débuts
La société est fondée en 1980 par Carl Rosendahl grâce à un prêt de 25 000 dollars accordé par son père. Il est rejoint en 1981 par Richard Chuang.

### Fermeture
Le 22 janvier 2015, DreamWorks annonce la fermeture de PDI à la suite de films qui ne rapportent pas assez d'argent.